# Triết học Kitô giáo

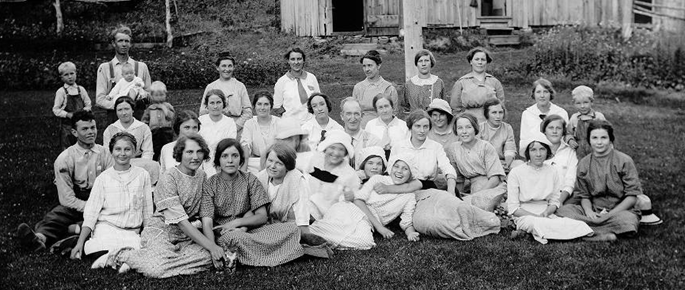
Các tín đồ Triết học Kitô giáo

Triết học Kitô giáo là một sự phát triển của một hệ thống triết học đặc trưng của truyền thống Kitô giáo.

## Triết học Hy Lạp và triết học Cơ đốc giáo đầu tiên
Chủ nghĩa Hy Lạp là tên gọi truyền thống cho văn hóa Hy Lạp của Đế chế La Mã trước Công nguyên, Phao-lô, và trong nhiều thế kỷ sau đó. Triết học cổ điển của người Hy Lạp đã suy thoái và chỉ duy trì được nhờ những nguồi theo triết học Pi-ta-go, của Plato, và Aristotle (sách của ông đã bị mất trong nhiều thế kỷ). Các hệ thống triết học lên ngôi của thế giới Hy Lạp lúc đó là các chủ nghĩa yếm thế, chủ nghĩa hoài nghi, và ngày càng trở nên mang tính khắc kỉ hơn; chính những triết gia này đã đưa chúng ta vào thế giới của triết học Hy Lạp. Dần dần, một khuynh hướng không thể thiếu và nổi lên trong Hy Lạp, nhưng cũng trong một số khía cạnh nhất định đối lập với những thời điểm đối với vấn đề triết học này hay vấn đề khác, hoặc một tập hợp các vấn đề. Dưới đây là một số trong những nhà tư tưởng gắn liền với triết lý Cơ đốc giáo Hy Lạp nhấtː
- Justinô Tử đạo: nhà tiên tri và triết gia Kitô giáo nghiên cứu các giáo lý Logos và lập luận rằng nhiều ý tưởng triết học Stoic và Platon tương tự như những ý tưởng trong Cựu ước.
- Tertuliano (Đặc Thổ Lương/Te-tu-li-a-nồ): Tertulliano là một nhà triết học trước khi ông chuyển sang theo Kitô giáo; sau sự thay đổi đó, ông vẫn là một nhà văn tràn đầy sức sống trong thế kỷ thứ hai sau Công nguyên, và thường được gọi là "Cha của Giáo hội phương Tây". Ông là người đầu tiên sử dụng thuật ngữ Ba Ngôi để ám chỉ đến Thánh thần và phát triển học thuyết truyền thống, hay ý tưởng rằng linh hồn được thừa hưởng từ cha mẹ, ý tưởng rằng Thượng đế có tồn tại (mặc dù không có xác thịt), và học thuyết về thẩm quyền của các sách phúc âm. Ông đã chiến đấu chống lại chủ nghĩa Marcion, và coi triết học Hy Lạp là không tương thích với trí tuệ Kitô giáo. Đến cuối đời, ông gia nhập giáo phái không chính thống của Montanus, và do đó đã không được phong thánh bởi Giáo hội Công giáo.
- Irenaeus thành Lyon: Irenaeus được biết đến nhiều nhất với những tác phẩm của ông tranh luận về sự thống nhất của Thiên Chúa, và chống lại chủ nghĩa độc tài. Ông lập luận rằng tội lỗi ban đầu là tiềm ẩn với nhân loại, và rằng đó là bởi hóa thân của Chúa Giêsu như một người đàn ông mà ông "cởi quần áo" tội lỗi ban đầu của Adam, do đó thánh hóa cuộc sống cho tất cả nhân loại. Irenaeus duy trì quan điểm rằng Chúa Kitô là sư phụ của loài người thông qua sự khôn ngoan nào có thể tiếp cận được với tất cả mọi người.
- Clement xứ Alexandria (Khắc Lai Mạn Đặc): Nhà thần học và nhà tiên tri đã viết về triết học Hy Lạp, sử dụng những ý tưởng từ văn học ngoại giáo, triết học Khắc Kỷ và Platon, và thuyết ngộ đạo để tranh luận về Kitô giáo.
- Origen: Origen có ảnh hưởng trong việc tích hợp các yếu tố của chủ nghĩa Platon vào Ki Tô giáo. Ông kết hợp chủ nghĩa duy tâm của Plato vào quan niệm của ông về Logos, và hai nhà thờ, một là nhà thờ lý tưởng và một là nhà thờ thực tế. Ông cũng đã hệ thống một quan điểm mạnh mẽ về Thiên Chúa, mô tả Chúa là lý tưởng hoàn hảo và mang tính kết hợp. Sau đó ông được tuyên bố là một kẻ dị giáo vì đã tuyên bố học thuyết "quá mang tính Plato" về sự mâu thuẫn của linh hồn. Mặc dù vậy, Origen vẫn là một Giáo hội Cha[1][2][3][4] và được coi là một trong những nhà thần học Kitô giáo quan trọng nhất mọi thời đại.[5]
- Augustinô thành Hippo: Augustine đã phát triển triết học Kitô giáo cổ điển, và toàn bộ tư tưởng phương Tây, phần lớn bằng cách tổng hợp tư tưởng Do Thái và Hy Lạp. Ông đã bị ảnh hưởng đặc biệt từ Plato, chủ nghĩa Tân-Plato của Plotinus, và chủ nghĩa Khắc Kỷ, mà ông đã thay đổi và tinh chế về sự mặc khải của Thiên Chúa trong giảng dạy về Kitô giáo và Kinh Thánh. Augustine đã viết rất nhiều về nhiều chủ đề tôn giáo và triết học; ông đã sử dụng một phương pháp đọc Kinh Thánh ngụ ngôn, tiếp tục phát triển giáo lý về địa ngục như là hình phạt vô tận, tội lỗi ban đầu là tội lỗi được thừa hưởng, ân sủng thiêng liêng như là biện pháp cần thiết cho tội lỗi ban đầu, tái rửa tội và do đó rửa tội cho trẻ sơ sinh, kinh nghiệm bên trong và khái niệm "tự", sự cần thiết đạo đức của ý chí tự do, và cuộc bầu cử cá nhân để cứu độ bằng tiền định mệnh vĩnh cửu. Ông có một ảnh hưởng lớn trong sự phát triển của thần học phương Tây và tư tưởng của ông, và đặc biệt là các tác phẩm của ông, Thành phố Tâm linh và Lời sám hối, đặt nền tảng cho Triết học phương Tây, ảnh hưởng đến nhiều nhà triết học và biến ông trở thành một trong những nhân vật có ảnh hưởng nhất lịch sử triết học.
- Athanasiô thành Alexandria: cha của chính thống giáo tham gia vào sự hình thành của Tín điều Nicea, người đã phản đối kịch liệt Arius (A Lợi Ô/A-ri-ọt-xì), giám mục Alexandria, người đã cho rằng Chúa Kitô là một sinh vật được tạo ra, và những điều sau đây của ông.
- Dioscorus thành Aphrodito
- Gaius Marius Victorinus
- Nemesius
- Gioan Kim Khẩu
- Pseudo-Denys
- Giáo phụ Già Mạt Đa Gia: Gregory thành Nyssa, Grêgôriô thành Nazianzus, và Basiliô Cả.

## Triết học Ki Tô giáo thời Trung cổ
- Peter Abelard (Bì Ai Nhĩ · A Bá Lạp Nhĩ/Bì-re-Ra-be-là) (1079-1143): Abelard là một nhà triết học và nhà thần học hàng đầu thế kỷ thứ 12, nổi tiếng với mối quan hệ của ông với chủ nghĩa khái niệm và sự phát triển của ông về lý thuyết ảnh hưởng đạo đức của sự chuộc tội.
- Anselm thành Canterbury (Khảm Đặc Bá Lôi Đích An Sắt Mạc/En-sồ) (1033-1109): Anselm được biết đến nhiều nhất với lập luận bản thể học về sự tồn tại của Chúa, tức là: Thượng đế là cái mà không cái gì lớn hơn được có thể được hình thành. Nhưng tồn tại lớn hơn không tồn tại. Nếu Chúa không tồn tại thì Ngài sẽ không "là cái gì lớn hơn cái gì có thể được hình thành." Do đó, Đức Chúa Trời tồn tại. Lập luận của Anselm đã được sử dụng như một lời chỉ dẫn thần học cho việc khái niệm hóa sự hoàn hảo của Thiên Chúa. Ông là một trong những nhà tư tưởng phương Tây đầu tiên trực tiếp tham gia vào việc hồi sinh triết học Aristotle ở phương Tây. Tuy nhiên, ông không có tất cả các tác phẩm của Aristotle và những ngưồn ông có quyền tham khảo là từ bản dịch tiếng Ả Rập và bình luận Hồi giáo. Ông cũng phát triển lý thuyết hài lòng về chuộc tội .
- Tôma Aquinô (1225-1274): Aquinas là đệ tử của Alberto Cả, một nhà thực nghiệm người Dominica xuất sắc, giống như người Francisca, Roger Bacon (La Cát Nhĩ · Bồi Căn/Rao-dơ-Bay-cờn), của Oxford vào thế kỷ 13. Aquinas tổng hợp Chủ nghĩa Á Lí Tư Đa Đức với Kitô giáo. Ông tin rằng không có mâu thuẫn giữa đức tin và lý do thế tục, nhưng chúng bổ sung cho nhau một cách trí thức. Ông nghĩ Aristotle đã đạt được đỉnh cao của con người phấn đấu cho sự thật ngoài sự mặc khải của Thiên Chúa và do đó đã chấp nhận triết lý của Aristotle như một khuôn khổ trong việc xây dựng triển vọng thần học và triết học của ông. Thomas Aquinas là một giáo sư tại Đại học Ba Li, một người cùng thời với Bonaventure (Thánh Văn Đức/San-Bo-nơ-ven-tu-ra), một giáo sư dòng Francis tại Đại học Paris có cách tiếp cận khác biệt đáng kể với Aquinas,ông 'ủng hộ chủ nghĩa Platon truyền thống của Augustin. Được chấp nhận rộng rãi như là một trong những nhân vật có ảnh hưởng nhất trong lịch sử triết học, triết lý của ông là nền tảng cho Chủ nghĩa Thác Mã Tư. Tác phẩm nổi tiếng nhất của ông là Summa Theologica (Bách Khoa Toàn Thư về Thần học)
- William xứ Ockham (Áo Tạp Mỗ Đích Uy Liêm/O-cờm) (1287-1347): nhà triết học và thần học người đã phát triển Dao cạo Ockham và viết sách về siêu hình học, bản thể học, nhận thức luận, thần học, logic và chính trị
- John Duns Scotus (Đặng Tư · Tư Các Thoát/Lớt-Chon-Đớt-Xì-co-tớt) (1266-1308): John Duns Scotus được biết đến như là "bác sĩ tinh tế" có những phân biệt tách tóc là những đóng góp quan trọng trong tư tưởng học thuật và sự phát triển hiện đại của logic. Scotus cũng là một giáo sư tại Đại học Paris, nhưng không phải cùng thời với Aquinas. Cùng với Aquinas, ông là một trong hai người khổng lồ của triết học Kinh viện
- Albert xứ Saxony (A Nhĩ Bối Đặc/An-bớt-Đờ-Phớt-xì) (triết gia, 1320-1390)
- Vua James I (Chiêm Mỗ Sĩ Lục Thế Cập Nhất Thế/Chêm-đờ-Phớt-xì-èn-Chêm-đờ-xích-thờ) (1566–1625)
- Alcuin (A Nhĩ Cầm/A-cu-ìn) (735-804)
- Adelard xứ Bath (1080-1152)
- Petrus Aureolus (1280-1322)
- Boethius (Ba Ái Tu Tư/Bô-quin-thi-ợt) (480-524)
- Bonaventure (1221-1274)
- Roger Bacon (1219-1292)
- Gabriel Biel (1420/5-1495)
- Hildegard xứ Bingen (Hách Đức Gia · Phùng · Tân Căn/Hin-đe-gát-vơn-bin-đờn) (1098-1179)
- John Blund (1175-1248)
- Siger thành Brabant (1240-1284)
- Thomas Bradwardine (Thác Mã Tư · Bố Lạp Đức Hoa/Tho-mát-xì-Rát-quơ-đai) (1290-1349)
- Adam thành Buckfield (A-đam-ọp-Bót-ken-phiu) (1220-1294)
- Jean Buridan (Nhượng · Bố Lí Đan/Chin-Bư-ri-đờn) (1295-1363)
- Walter Burley (Qua-tơ-Bơ-lì) n(1275-1344/5)
- Catherina thành Siena (Thánh Gia Đại Lợi Nạp/San-ta-Ca-tơ-ri-na-đờ-Si-e-nà) (1347-1380)
- Juan xứ Celaya (Hoan-đờ-Ce-la-da) (1490-1558)
- William xứ Conches (Uy-li-am-ọp-Xon-Xẹt) (1090-1154)
- Cesare Cremonini (Thiết Tát Lôi · Khắc Lôi Mạc Ni Ni/Xê-sa-rê-Rê-mô-ni-nồ) (1550-1631)
- Henry Ercole (Hen-ry-Èn-co-rè) (?-1764)
- Vincent Ferrer (Vin-sèn-Phơ-re) (1350-1419)
- Godfrey xứ Fontaines (Gót-phờ-ri-Phờ-Rét-xì)(1250-1306/9)
- Francis XỨ Marchia (Phờ-ran-xít-ợp-ma-xi-cà) (1290-1344?)
- Gaunilo xứ Marmoutiers (thế kỉ 11)
- Giles of Rome (Chai-ô-ọp-Rôm) (1243-1316)
- Gregory thành Rimini (1300-1358)
- Robert Grosseteste (1175-1253)
- Henry xứ Ghent (1217-1293)
- Jerome Leocata (1664-1745)
- John thành Paris (1255-1306)
- Johannes Scotus Eriugena (815-877)
- Marsilius thành Inghen (1340-1396)
- Albertus Magnus (1200-1280)
- John Mair (1467-1550)
- Richard xứ Middleton (1249-1308)
- Robert thành Melun (1100-1167)
- Hervaeus Natalis (1260-1323)
- Francisco Suárez (1548-1617)
- Paul xứ Venice (1369-1429)
- Francisco thành Vitoria (1483-1546)

## Phục hưng và cải cách triết lý Kitô giáo
- Jacobus Arminius (1560–1609) Một nhà truyền giáo, nhà thần học và tu sĩ.
- Francis Bacon một nhà triết học người Anh, nhà chính trị, nhà khoa học, luật gia, nhà hùng biện và là tác gia.
- Jean Bodin (1530–1596) học giả pháp lý và triết gia chính trị Pháp, ông đã viết sách ở một số lĩnh vực
- Desiderius Erasmus (1466–1536) không phải là một triết gia đúng nghĩa; thực sự, ông đã nhận xét khắc khe về các nhà triết học. Ông củng cố tầm ảnh hưởng của chủ nghĩa Nhân văn trong thời kỳ cuối thời Trung Cổ, và là đại diện của thời đỉnh cao của nó. Ông là một nhà lãnh đạo của sự phát triển của chế độ nhân văn vào một bộ phận của các hoạt động học thuật châu Âu. Ông bẻ cong các nghiên cứu của mình để phục hồi và loại bỏ các ngôn ngữ cổ của Kinh thánh Hebrew và bắt đầu xây dựng văn bản quan trọng đầu tiên, và Tân ước trở thành một văn bản chính thức trong học thuật. Ông viết về các vấn đề liên quan đến Giáo hội Công giáo và sự thiếu hiểu biết của nó. Ông đã trải qua sáu năm trong một tu viện Augustin; ông ấy là một người châm biếm sâu cay; và trở nên nổi tiếng nhất trong cuốn sách luật pháp về chiến tranh và hòa bình (1625).
- Martin Luther (1483–1546) -- cũng không hoàn toàn là một nhà triết học, ông biết điều gì đó về William xứ Occam và nhận thức luận từ một thời kỳ trước đây của tư tưởng châu Âu. Ông cũng đã nghiên cứu một số tài liệu triết học của Augustine thành Hippo, và không theo Thomas Aquinas. Luther theo Erasmus trong việc phát triển một bản văn quan trọng của các bản chép tay Kinh Thánh. Luther đi một bước xa hơn Erasmus trong việc dịch Kinh Thánh sang tiếng địa phương. Kinh Thánh Đức của Luther có tác động to lớn đến sự phát triển của ngôn ngữ Đức và văn học của nó.
- Jean Calvin (1509–1564). Calvin là một người giáo điều (thần học hệ thống), như được thể hiện của ông Viện của Công giáo, và là một nhà chú giải người theo thời gian dịch Kinh Thánh từ "ngôn ngữ gốc" theo hình loạt các ngôn ngữ lớn, ông bình luận về tất cả trog một trong những cuốn sách của mình (Sách Khải Huyền, đã cung cấp một vấn đề cho ông ta về sự ẩn dụ của nó, không mang lại một cách mạnh mẽ cho công thức nhị thức của bức thư và tinh thần: hoặc là nghĩa đen, hoặc nghĩa bóng). Ông can đảm cố gắng tránh ngụ ngôn, vốn đã có một lịch sử lâu đời kể từ khi Philo thành Alexandria đã giải thích cho Ngũ Tuần trong một truyện ngụ ngôn theo nghĩa đen và nghĩa bóng (vào hệ thống biểu tượng) nhiều đoạn của các bản thảo cổ của Kinh Thánh (bây giờ và đã phát triển một văn bản quan trọng riêng của mình). Calvin đã cố gắng tránh xa phương pháp ngụ ngôn về cách giải thích Kitô giáo của Kinh Thánh, đã cố gắng tạo khoảng cách chắc chắn từ tính ưu việt của phương pháp, trong khi đối diện trong các bản Tin Mừng "thông điệp tiêu điểm của Thánh Giá" (Leon Morris, vv). Không phải là một nhà triết học, ông đã có một tác động lớn đến việc tìm kiếm một triết lý Tin Lành (xem Jacob Klapwijk, "John Calvin" trong tập mà ông đã biên soạn với Griffioen và Groenewoud, Đưa vào trong mọi sự tưởng tượng (Eng trans 1991; trang 241–266))). Calvin '
- Marsilio Ficino (1433–1499) Nhà triết học nhân văn Ý có ảnh hưởng đã hồi sinh chủ nghĩa Tân-Plato và là một nhà lãnh đạo trong thời kỳ Phục hưng; dịch tất cả các tác phẩm của Plato và Plotinus sang tiếng Latin, cũng như nhiều tác giả theo phái Tân-Plato và Corpus Hermeticum. Ông cũng đã viết nhiều bình luận về Plato và các tác gia Kitô giáo như Pseudo Dyonisius.
- Giovanni Pico della Mirandola (1463–1494) Nhà triết học người Ý, một nhân vật chính trong thời kỳ Phục hưng; ở tuổi 23, ông đã đề xuất 900 đề tài về tôn giáo, triết học tự nhiên và phép thuật, viết bản [[Bài diễn văn về Nhân phẩm]], là văn bản trung tâm trong chủ nghĩa nhân văn thời Phục hưng và được gọi là tuyên ngôn của phong trào
- Huldrych Zwingli (1484–1531) là một nhà cải cách hàng đầu bị ảnh hưởng bởi một phái trong hội thánh nhà thờ của ông để giải thích sự hiểu biết về Bữa Tiệc Ly của Chúa thành một đài tưởng niệm (không có sự hiện diện thực sự, và không có sự hiệp thông của các vị thánh). của các vị thánh bao gồm các tín đồ trong Bảng Rước Lễ).

Trong hầu hết các trường hợp, những nhà văn này đề cập đến một cái gì đó về một triết gia trước đó, mà không thêm vào lịch sử vấn đề liên tục của kiến thức triết học phương Tây. Giữa Calvin, và Arminius, sinh bốn năm trước cái chết của Calvin, một học thuyết Tin Lành lấy từ nhiều địa phương và chính quyền của thời Trung Cổ phương Tây. Ông bắt đầu với việc là đồng nghiệp của Luther, Philip Melanchthon, người đã chuyển từ sola Scriptura của Luther thành triết thần học; nhưng các biến thể Cải cách của Chủ nghĩa Tin lành thì đa dạng. Không có lựa chọn thay thế thực sự cho đến khi Herman Dooyeweerd và D. H. Th. Vollenhoven trong thế kỷ trước.

## Triết học Kitô giáo hiện đại

### Thế kỷ 17
- Thomas Browne (1605–1682) nhà triết học và nhà khoa học người Anh cũng đã đóng góp cho lĩnh vực y học
- Joseph Butler (1692–1752) Giám mục, nhà thần học, nhà tiên tri và triết gia người Anh, người đã đưa ra những lời phê phán Thomas Hobbes và John Locke và ảnh hưởng đến những nhân vật như David Hume, Thomas Reid, và Adam Smith
- Galileo Galilei (1564-1642) Nhà triết học người Ý, nhà vật lý học, nhà thiên văn học, và nhà thiên văn học đóng vai trò trung tâm trong cuộc Cách mạng Khoa học, tranh luận về chủ nghĩa nhật tâm, dẫn đến Vụ Galileo, ông cũng viết về mối quan hệ giữa khoa học và tôn giáo; thường được ca ngợi "Cha đẻ của khoa học hiện đại"
- Joseph Glanvill (1636–1680) nhà triết học, nhà văn, và mục sư người Anh là một nhà biện hộ chính cho triết học tự nhiên, mặc dù ông không phải là một nhà khoa học
- John Locke (1632–1704) Nhà triết học chính trị có ảnh hưởng lớn thường được gọi là "Cha đẻ của chủ nghĩa tự do cổ điển"; nhiều khái niệm triết học của ông đã được phát triển từ niềm tin tôn giáo của ông, trong đó bao gồm sự phát triển của ông về lý thuyết khế ước xã hội. Ông cũng viết một lời xin lỗi mang tên Sự hợp lý của Kitô giáo (1695).
- Nicolas Malebranche (1638–1715) Nhà triết học lý luận Pháp nổi tiếng với những ý tưởng của ông về thuyết ngẫu nhiên và Tầm nhìn về Thiên Chúa;;ông đã thu hút rất nhiều từ việc viết về Augustine và Thomas Aquinas
- Isaac Newton (1642–1727) Nhà vật lý học, nhà toán học, nhà thiên văn học, nhà triết học tự nhiên, nhà giả kim, và nhà thần học, là một trong những nhân vật hàng đầu của Cách mạng khoa học, ông thường viết về các vấn đề tôn giáo và thần học; tác giả của sách Các nguyên lý toán học của triết học tự nhiên; được một số người coi là nhà khoa học có ảnh hưởng nhất mọi thời đại.
- Blaise Pascal (1623–1662) nhà toán học Pháp, nhà vật lý, nhà phát minh và triết gia, người đã viết rộng rãi về tôn giáo và thần học Công giáo.Tư tưởng lục được coi là một kiệt tác của tư tưởng thần học và Will Durant ca ngợi nó là "cuốn sách hùng biện nhất trong văn xuôi Pháp." Ông cũng phát triển Mạt tư tạp đích đổ chú để tranh luận về niềm tin vào Kitô giáo.
- Antoine Augustin Calmet 1672-1757) Một học giả người da đen người Pháp Dòng Thánh Benedict người đã viết nhiều tác phẩm tôn giáo, bao gồm cả luận thuyết nổi tiếng về các hình ảnh về các tinh linh và ma cà rồng hoặc người đã sử dụng cách tiếp cận khoa học khi xem xét các trường hợp tiền hiện đại phù thủy, ma cà rồng, niềm tin mê tín dị đoan và nhiều chủ đề khác huyền bí. Ông đã nghiên cứu sử dụng phương pháp khoa học, sinh học, tâm lý học, hóa học, từ nguyên và điều tra lịch sử của nhiều truyền thuyết dân gian khác nhau để xác định liệu một có sự thật về ma ám, hiện diện hay ma thuật là sự thật hay gian lận.

### Thế kỷ 18
- George Berkeley có ảnh hưởng đến triết gia Anglo-Ireland, người đã phát triển lý thuyết chủ nghĩa duy tâm chủ quan và đã viết rất nhiều trong một số lĩnh vực, chẳng hạn như siêu hình học, nhận thức luận, triết lý ngôn ngữ và triết lý toán học
- Johann Gottfried Herder, nhà triết học người Đức, nhà thần học, và các nhà phê bình văn học, người gắn liền với phong trào Bão táp và xung kích và chủ nghĩa Ngụy mã cổ điển
- Francis Hutcheson, nhà triết học người Scotland, một nhân vật quan trọng trong sự khai sáng của người Scotland và kết hợp với chủ nghĩa thực nghiệm
- Immanuel Kant, mặc dù ông 'giải thích' các giáo lý Cơ bản của Kitô giáo với cách cực kỳ không chính thống, ông cũng ca ngợi Chúa Kitô như là sự khẳng định "một tinh thần đạo đức", "có thể làm cho con người vui lòng Chúa" trong khi cố gắng thiết lập như là một cốt lõi hợp lý của niềm tin Kitô giáo.[6][7] Ông cũng được coi là một nhà biện hộ tinh vi cho Kitô giáo với các nhà triết học chống Ki Tô giáo như Nietzsche.[8]
- William Paley
- Joseph Priestley
- Thomas Reid (1710-1796) Một trong những nhà thần học và triết học vĩ đại người Scotland thời đó.
- Karl Leonhard Reinhold
- Jean-Jacques Rousseau một nhà triết học Thụy Sĩ, người đã chuyển đổi sang Công giáo La Mã từ rất sớm và trở lại với chủ nghĩa Calvin khắc khổ như một phần trong cải cách đạo đức của mình.[9]

### Thế kỷ 19 và đầu thế kỷ 20
- Owen Barfield, nhà triết học, tác giả, nhà thơ và nhà phê bình văn học có ảnh hưởng sâu sắc đến C.S. Lewis và J.R.R. Tolkien
- Karl Barth: một nhà thần học tân chính thống Thụy Sĩ, ông đã viết về Giáo hội Giáo lý lớn (tiếng Đức, Kirchliche Dogmatik) - đã hoàn thành khoảng sáu triệu chữ khi ông qua đời vào năm 1968. Barth nhấn mạnh sự phân biệt giữa suy nghĩ của con người và thực tế thiêng liêng, và rằng con người có thể cố gắng hiểu được thiêng liêng, các khái niệm của chúng ta về thiêng liêng không bao giờ được liên kết chính xác từ chính thực tế thiêng liêng, mặc dù Thiên Chúa tiết lộ thực tại của mình một phần thông qua ngôn ngữ và văn hóa của con người. Barth vất vả từ chối mình là một nhà triết học; ông tự coi mình là một nhà giáo điều của Giáo hội và một nhà truyền giáo. Trung tâm Nghiên cứu Barth tại Chủng viện Thần học Princeton nắm giữ bộ sưu tập lớn nhất thế giới về các tác phẩm của ông.
- Nikolai Berdyaev, nhà triết học tôn giáo và nhà lý luận chính trị người Nga
- Rudolf Bultmann, nhà thần học người Đức, người theo thuyết lu-ti là một trong những học giả kinh thánh có ảnh hưởng nhất thế kỷ 20 và là nhân vật chính trong Kitô giáo tự do và chủ nghĩa hiện sinh Kitô giáo; một người bạn thân của triết gia Martin Heidegger, ông dựa trên thông diễn học của mình về một phương thức suy nghĩ hiện sinh, phát triển một quan điểm diễn giải được gọi là Khứ thần thoại hóa
- G. K. Chesterton: một nhà văn, nhà phê bình văn học và nghệ thuật người Anh, ông áp dụng tư tưởng Kitô giáo dưới hình thức không hư cấu, tiểu thuyết và thơ giải quyết nhiều vấn đề thần học, đạo đức, chính trị và kinh tế, đặc biệt là tầm quan trọng của việc tìm kiếm sự thật, distributism, và đối lập với thuyết hiện sinh.
- Herman Dooyeweerd, nhà triết học người đã viết bộ ba cuố sách hoành tráng, Một phê bình mới về tư tưởng lý thuyết[10][11]
- Fyodor Dostoevsky, nhà văn Nga được biết đến chủ yếu vì các tác phẩm của ông Anh em nhà Karamazov và Tội ác và hình phạt
- Pavel Florensky, nhà thần học chính thống Nga, triết gia, linh mục, nhà toán học và nhà phát minh
- William K. Frankena, nhà triết học người Mỹ là giáo sư tại Đại học Michigan (Mật tây căn) trong hơn bốn mươi năm; ông chuyên về triết học đạo đức, viết nhiều về mối quan hệ giữa Kitô giáo và đạo đức
- Nikolai Fyodorovich Fyodorov, nhà triết học chính thống Nga và nghiên cứu tương lai học, và là người một nhà lãnh đạo trong Vũ trụ luận và cảm hứng lớn cho Triết học siêu nhân học
- Georg Wilhelm Friedrich Hegel, nhà triết học Đức ưu tú, là một nhân vật hàng đầu trong chủ nghĩa duy tâm Đức và có suy nghĩ tạo ra trường phái triết học mới gọi là chủ nghĩa Hegel, triết lý của ông bị ảnh hưởng rất nhiều bởi niềm tin tôn giáo Luther; cũng đã viết một số tác phẩm liên quan đến triết lý tôn giáo
- Søren Kierkegaard, một nhà triết học theo Lu-ti người Đan Mạch, cha đẻ của triết học hiện sinh và đặc biệt là trường phái hiện sinh Kitô giáo.
- C. S. Lewis, một nhà phê bình văn học thời trung cổ, và nhà thần thoại, một nhà huyền thoại trong tưởng tượng của con cái ông, và một nhà biện hộ cho đức tin Kitô giáo mà ông tôn trọng trong nửa sau cuộc đời của ông. Ông tuyên bố không phải là một nhà triết học, nhưng sự xin lỗi của ông là nền tảng cho sự hình thành một thế giới Kitô giáo cho nhiều độc giả hiện đại.
- John Henry Newman, một nhà triết học Công giáo, chuyển giáo từ Anh giáo
- Reinhold Niebuhr, nhà thần học Tân-Chính thống và trí thức công cộng đã phát triển quan điểm triết học được gọi là chủ nghĩa hiện thực Kitô giáo và các nhân vật chịu ảnh hưởng như Martin Luther King Jr, Hillary Clinton, Barack Obama, Madeleine Albright, Jimmy Carter và John McCain
- Friedrich Wilhelm Joseph Schelling, nhà triết học người Đức, và là một nhân vật chính trong chủ nghĩa duy tâm Đức
- Edith Stein, nữ tu Công giáo La Mã người Đức, nhà huyền môn và triết gia, người lớn lên từ môi trường Do Thái và được cải đạo thành vô thần trước khi trở thành Ki Tô hữu, viết nhiều về các hiện tượng và chủ nghĩa hiện sinh
- Vladimir Solovyov, nhà triết học, nhà thần học và nhà thơ người Nga
- Albert Schweitzer, nhà triết học người Đức-Pháp, nhà thần học và bác sĩ đã viết nhiều về một số chủ đề, đáng chú ý nhất là đạo đức và nhiệm vụ cho Chúa Giêsu trong lịch sử
- Leo Tolstoy, nhà văn người Nga, ông là một trong những tác giả nổi tiếng nhất trong lịch sử văn học hiện đại, nổi tiếng với những tác phẩm của ông như Chiến tranh và Hòa bình và Anna Karenina; niềm tin tôn giáo và triết học của mình trong các tác phẩm như Vương quốc của Thiên Chúa ở bên trong bạn và Một lời xưng tội; tác phẩm của ông đã ảnh hưởng đến các nhân vật như Martin Luther King Jr. và Mahatma Gandhi
- Simone Weil